# John Cassini
John Cassini (* 2. September in Toronto, Kanada) ist ein kanadischer Schauspieler.

## Werdegang
Er ist italienischer Staatsbürger. Der Grund dafür ist, dass seine Eltern italienischer Nationalität sind aber dann nach Kanada ausgewandert sind. Er liebte es, Schauspieler zu sein, seit er in der achten Klasse in der Schule war. Aus diesem Grund begann er an der Simon-Fraser-Universität in Vancouver zu studieren, um Schauspieler zu werden, sowohl als Theaterschauspieler als auch als Schauspieler für Fernsehen und Film. Obwohl er auch ein guter Athlet war beschloss er dennoch ganz am Ende Schauspieler zu werden. Er machte seine erste Rolle, indem er die Rolle als blindes Kind interpretierte. Nach einer Reihe von Fernseh- und Kinoauftritten gelang es ihm, Hollywood auf sich aufmerksam zu machen.
Dort erschien John Cassini 1995 im Film Brad Pitt Sieben. Er erschien auch in der Miniserie 10.5 (2004) und 10.5 – Apokalypse (2006) als Assistent des Präsidenten und spielte 2005 im Film Frisches Geld mit. Andere Auftritte enthalten Halloween H20 (1998) und Paycheck (2003). Später kehrte John Cassini nach Vancouver zurück, um in der Serie Robson Arms zu spielen.
Seitdem ist er in Vancouver geblieben, das im Laufe der Zeit als "Hollywood des Nordens" katalogisiert wurde, wobei er dort zu einem der begehrtesten Schauspieler geworden ist. Außerdem spielte er Ronnie Delmarco in der CBC-Serie Inteligenz, die am 7. März 2008 abgesagt wurde. Er hat ebenfalls bei der populären Serie Continuum (2013–2014) und Blackstone (2013–2015) teilgenommen. Zuletzt trat er als Nebenfigur auf in der Serie von CW Arrow und in der Originalserie des US-Netzwerkes Motive im April 2016.
John Cassini trat auch mehrere Male als Theaterschauspieler in Theaterstücken und als Mitbegründer eines Theaters in Los Angeles auf, wo er auch an Theaterauftritten teilnahm. Er erschien auch und ist aufgeführt als Produzent des Films in Guido Superstar und in El Aumento de Guido, mit Silvio Pollio, darunter Nicholas Lea, Terry Chen und Michael Eklund. Der Film erschien 2010 auf dem Vancouver International Film Festival.
Er war mit Monika Mitchell (2002–2011) verheiratet und hat 2 Kinder mit ihr gehabt. Seitdem hat er im Jahr 2015 mit Jenn MacLean-Angus wieder geheiratet. Die Heirat dauert weiter an. Er hat auch einen Bruder, Frank Cassini, und für seine Leistungen als Schauspieler erhielt John Cassini 3 Auszeichnungen und neun Nominierungen. Als Bühnenschauspieler erhielt er eine Nominierung für eine Auszeichnung und ist ein lebenslanges Mitglied der Actors Studio Vereinigung. Außerdem half er 2012 bei der Gründung eines Studios für professionelle Schauspieler (Railtown Actors Studios).

## Filmografie (Auswahl)

### Filme
- 1991: Das Mädchen vom Mars
- 1995: Sieben
- 1998: Halloween H20
- 2003: Paycheck
- 2004: Catwoman
- 2011: Obsession (Fernsehfilm)
- 2013: Fatal Performance (Fernsehfilm)
- 2016: The Orchard
- 2019: Die unglaublichen Abenteuer von Bella (A Dog’s Way Home)
- 2022: Detective Knight: Redemption

### Serie
- 1988: Knightwatch (1 Folge)
- 1999–2005: Da Vinci’s Inquest (13 Folgen)
- 2004–2004: 10.5 – Die Erde bebt (Miniserie)
- 2005–2008: Robson’s Arms (31 Folgen)
- 2005–2007: Intelligence (26 Folgen)
- 2006–2006: 10.5 – Apokalypse (Miniserie)
- 2010: The Bridge (3 Folgen)
- 2011: Shattered (1 Folge)
- 2012: Arrow (1 Folge)
- 2013–2014: Continuum (8 Folgen)
- 2013–2015: Blackstone (8 Folgen)
- 2014: Bates Motel (1 Folge)
- 2015: Motive (1 Folge)
- 2018, 2019: Van Helsing (2 Folgen)